# Pierre Lapie
Pour les articles homonymes, voir Lapie.
Pierre Lapie, né le 11 août 1777 à Mézières et mort le 30 décembre 1850 à Paris, est un colonel, cartographe et graveur français.

## Biographie
Officier dans l'armée française, il intègre en 1799 le corps des ingénieurs géographes et fait plusieurs campagnes du Consulat et du Premier Empire. Capitaine en 1800, il est chargé des grands travaux de topographie. Nommé directeur du cabinet topographique du roi Louis XVIII en 1814, il est promu chef d'escadron en 1819. 
Directeur des travaux de relevé puis de réalisation de la carte de France, il est fait lieutenant-colonel en 1829. Nommé chef de la section topographique du Dépôt de la Guerre en 1830, il est élevé au grade de colonel d'état-major en 1832 et admis à la retraite en septembre 1838. 
Le colonel Lapie est chevalier de Saint-Louis et officier de la Légion d'honneur.
Auteur de globes terrestres, d'atlas et de cartes, il contribue à de nombreux ouvrages. 
Il est le père d'Alexandre Emile Lapie, également cartographe, avec lequel il a collaboré.

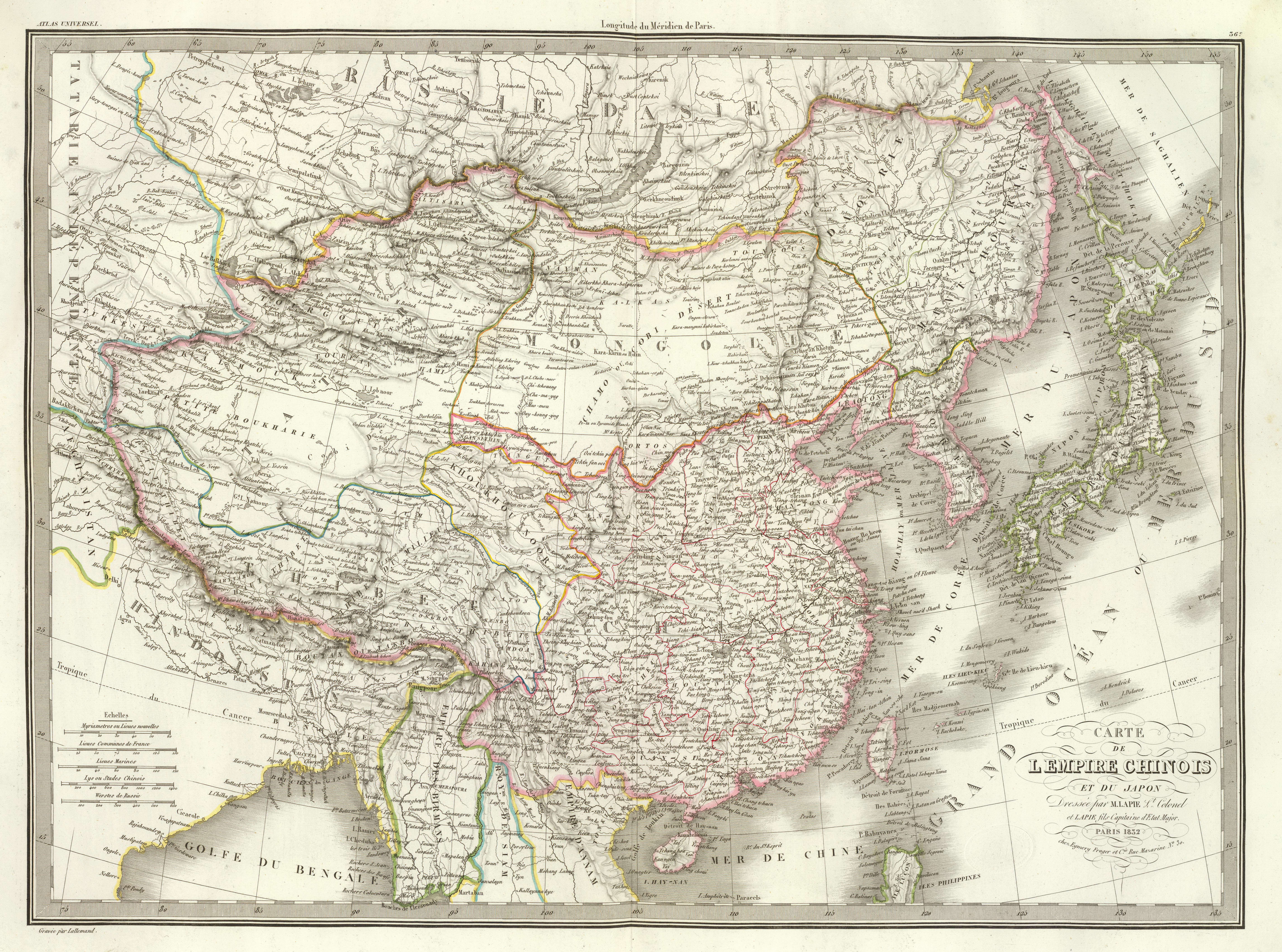
Carte de l'Empire chinois (Dynastie Qing) en 1832 par Pierre et Alexandre Emile Lapie